# Judith de Baviera (925-985)
Judit (925-29 de junio poco después de 985) fue duquesa de Baviera y una de las figuras femeninas más destacables de la historia política de Baviera en la Edad Media. Fue la hija mayor de Arnulfo de Baviera y Judit de Friuli.
Se casó con Enrique I de Baviera, que alcanzó el ducado de Baviera a través de este matrimonio. Por entonces, el ducado de Baviera contribuyó al crecimiento del Reino de Alemania. Su hijo fue Enrique el pendenciero, para quien actuó como regente tras la muerte de Enrique I en 955. Enrique II tenía entonces cuatro años, por lo que durante una década dirigió la tutela.
Más tarde ella hizo una peregrinación a Jerusalén y, a su regreso en el 974, se retiró al monasterio de Niedermünster en Ratisbona, donde está enterrada junto a su marido.